# Mychajlo Storoschenko
Mychajlo Storoschenko (ukrainisch Михайло Михайлович Стороженко, russisch Михаил Михайлович Стороженко, engl. Transkription Mykhaylo Storozhenko; * 12. November 1937 in Leningrad; † 30. März 2020) war ein ukrainischer Hürdenläufer und Zehnkämpfer, der für die Sowjetunion startete.
Storoschenko war zunächst als Hürdenläufer erfolgreich, er gewann den Titel über 110 Meter Hürden bei den Ukrainischen Meisterschaften 1961. Im selben Jahr gewann er Silber im Zehnkampf und wurde Dritter im Hürdensprint bei den Sowjetischen Meisterschaften in Tiflis. 1964 wurde er Sowjetischer Meister im Zehnkampf vor Rein Aun. Bei den Olympischen Spielen 1964 in Tokio wurde er Achter und bei den Leichtathletik-Europameisterschaften 1966 in Budapest Siebter.
Seine persönliche Bestleistung von 7883 Punkten (nach der damals gültigen Wertungstabelle) stellte er am 1. August 1965 in Kiew auf, damit war er 1965 Weltjahresbester.